# Bent Harlang
Bent Harlang (født 17. april 1925 i København, død 15. juni 1998) var dansk møbelfabrikant. Han var i årene 1958 og frem til 1985 direktør for møbelfirmaet Kevi A/S som blandt andet producerede kontormøbler tegnet af arkitekt Jørgen Rasmussen.
Bent Harlang var søn af reklamemanden Frantz Harlang og far til arkitekt Christoffer Harlang.  